# José Manuel Pinto
José Manuel Pinto Colorado (El Puerto de Santa María, Cádiz, 8 de noviembre de 1975) es un exfutbolista, productor y compositor musical español.
Desempeñó toda su carrera en su país natal, jugando en equipos como el Real Betis, Celta de Vigo y F. C. Barcelona, pasando gran parte de su carrera y cosechando allí sus mayores éxitos como futbolista. Se retiró en 2014 en el mencionado club.

## Trayectoria

### Real Betis
José Manuel Pinto dio sus primeros pasos futbolísticos profesionales en este club andaluz.  Militó en las categorías inferiores del Betis de 1994 a 1997, y en la temporada 1997-98 se hizo un hueco en el primer equipo. De allí pasó al Celta de Vigo.

### Celta de Vigo
En verano de 1998 se incorporó al Celta de Vigo. Durante varios años alternó la titularidad y el banquillo, primero con el francés Richard Dutruel  y posteriormente con Pablo Cavallero. Participó en cinco ocasiones en la Copa de la UEFA, y una vez en la Liga de Campeones de la UEFA. 
Fernando Vázquez, quien se hizo cargo del banquillo del equipo, al descender el Celta de Vigo a Segunda División en la temporada 2003-04, confió a Pinto la titularidad en detrimento de Esteban Suárez. Durante la siguiente temporada, y nuevamente en Primera División, Pinto continuó como titular indiscutible, llegando a portar el brazalete de capitán. Su consagración la alcanzó por completo, al conquistar el Trofeo Zamora como el portero menos goleado del campeonato, con un total de 28 goles recibidos en 36 encuentros disputados. Un año más tarde, su equipo descendió de nuevo a Segunda División. Como anécdota, el Barça se proclamó campeón de la liga 2005-2006 ante el Celta, con un solitario gol del camerunés Samuel Eto'o, precisamente con Pinto en la portería.

### F. C. Barcelona

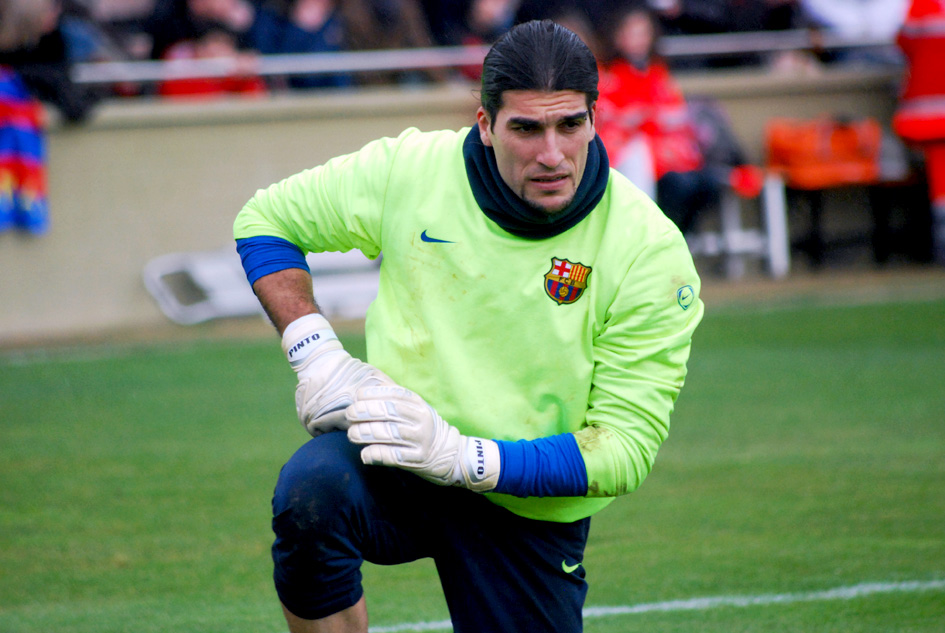
Pinto en el calentamiento previo a un partido.

Jugando en Segunda División, el 18 de enero de 2008 se anunció oficialmente su incorporación, en calidad de cedido, al F. C. Barcelona, que buscaba a un futbolista para suplir a su segundo guardameta, Albert Jorquera, lesionado a finales de diciembre de 2007 para el resto de la temporada. Los azulgranas desembolsaron 500.000 euros por la cesión de seis meses, reservándose una opción de compra sin coste adicional.
En su primera temporada jugó tres partidos de Liga, en los que encajó ocho goles. A pesar de su escasa participación, el club decidió ejercer la opción de compra sobre el jugador, ofreciéndole un contrato de dos temporadas.
En la temporada 2008-09 fue suplente habitual de Víctor Valdés en Liga y Liga de Campeones, aunque fue el portero titular en la Copa del Rey. En esta competición tuvo un papel especialmente destacado en el partido de vuelta de las semifinales, ante el R. C. D. Mallorca, cuando detuvo un penalti a Pep Martí, y que a la postre resultó decisivo para que el F. C. Barcelona lograse el pase a la final.
También jugó un papel importante en su final, donde solo encajó un gol del Athletic Club, dándole a su equipo su primera copa del año 2009.

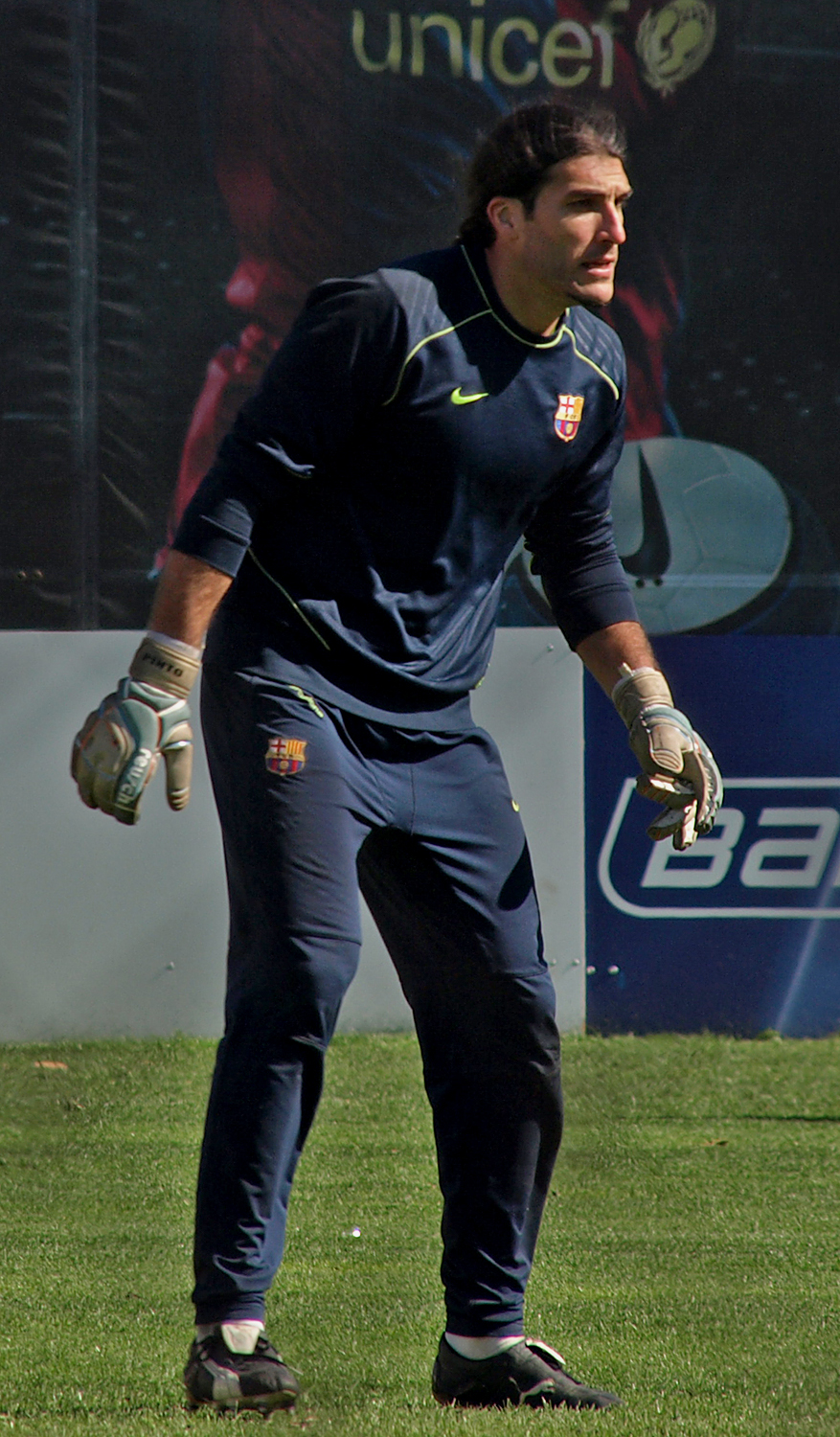
Entrenamiento de Pinto con el F. C. Barcelona.

La temporada 2009-10 siguió sumando títulos a su palmarés, con la conquista de un nuevo título de Liga, el Mundial de Clubes y las Supercopas de España y de Europa. En todas estas competiciones fue siempre el suplente de Víctor Valdés y solo tuvo minutos en la Copa del Rey, aunque únicamente pudo jugar cuatro partidos, debido a la eliminación ante el Sevilla F. C. en los octavos de final. 
En la temporada 2010-11 Pinto de nuevo fue titular en la Copa del Rey durante todo el torneo y así disputó su segunda final en esta competición, donde los azulgrana perdieron frente al Real Madrid C. F. por 0-1, gol marcado en la prórroga por Cristiano Ronaldo.
Durante la temporada 2011-12 Pinto es de nuevo el portero titular del F. C. Barcelona en la competición copera, así como en algunos partidos de Liga y de Liga de Campeones. En la primera mitad de la temporada Pinto añade a su palmarés la Supercopa de España, la Supercopa de Europa y el Mundial de Clubes de la FIFA, con lo que culminó un 2011 de éxitos. En mayo de 2012 conquistó una nueva Copa del Rey, la segunda de su palmarés. Pinto fue titular en la final, nuevamente ante el Athletic Club, y no recibió ningún gol (0-3).
En la siguiente temporada seguiría con su mismo rol, jugando principalmente en la Copa del Rey en donde el club fue eliminado por el Real Madrid C. F. en semifinales al igual que en la Liga de Campeones por el Bayern de Múnich, aunque no todo fue negativo, ya que se destacaron principalmente en la Liga en donde tuvo reiteradas participaciones por las sanciones y lesiones de Víctor Valdés. Luego de 35 fechas, el club consiguió su 22.º título liguero.
El 19 de mayo de 2014 el club le informó que no se le renovaría el contrato tras seis años en la institución, debido a este motivo dejó el club el 30 de junio.Tras ello, se retiró del fútbol profesional. 

## Estadísticas

### Clubes
| Club | Temporada     | Div.          | Liga  | Liga  | Copas nacionales(1) | Copas nacionales(1) | Torneos internacionales(2) | Torneos internacionales(2) | Otros(3) | Otros(3) | Total | Total |
| Club | Temporada     | Div.          | Part. | Goles | Part.               | Goles               | Part.                      | Goles                      | Part.    | Goles    | Part. | Goles |
| --- | ------------- | ------------- | ----- | ----- | ------------------- | ------------------- | -------------------------- | -------------------------- | -------- | -------- | ----- | ----- |
| Betis Deportivo · España | 1994-95       | 2.ª B         | 6     | 0     | –                   | –                   | –                          | –                          | –        | –        | 6     | 0     |
| Betis Deportivo · España | 1995-96       | 2.ª B         | 19    | 0     | –                   | –                   | –                          | –                          | –        | –        | 19    | 0     |
| Betis Deportivo · España | 1996-97       | 2.ª B         | 37    | 0     | –                   | –                   | –                          | –                          | –        | –        | 37    | 0     |
| Betis Deportivo · España | 1997-98       | 2.ª B         | 20    | 0     | –                   | –                   | –                          | –                          | –        | –        | 20    | 0     |
| Betis Deportivo · España | Total         | Total         | 82    | 0     | 0                   | 0                   | 0                          | 0                          | 0        | 0        | 82    | 0     |
| Real Betis · España | 1997-98       | 1.ª           | 1     | 0     | 0                   | 0                   | 0                          | 0                          | –        | –        | 1     | 0     |
| R. C. Celta de Vigo · España | 1998-99       | 1.ª           | 1     | 0     | 4                   | 0                   | 0                          | 0                          | –        | –        | 5     | 0     |
| R. C. Celta de Vigo · España | 1999-00       | 1.ª           | 19    | 0     | 4                   | 0                   | 5                          | 0                          | –        | –        | 28    | 0     |
| R. C. Celta de Vigo · España | 2000-01       | 1.ª           | 18    | 0     | 4                   | 0                   | 4                          | 0                          | –        | –        | 26    | 0     |
| R. C. Celta de Vigo · España | 2001-02       | 1.ª           | 7     | 0     | 2                   | 0                   | 3                          | 0                          | –        | –        | 12    | 0     |
| R. C. Celta de Vigo · España | 2002-03       | 1.ª           | 3     | 0     | 2                   | 0                   | 6                          | 0                          | –        | –        | 11    | 0     |
| R. C. Celta de Vigo · España | 2003-04       | 1.ª           | 6     | 0     | 4                   | 0                   | 5                          | 0                          | –        | –        | 15    | 0     |
| R. C. Celta de Vigo · España | 2004-05       | 2.ª           | 40    | 0     | 0                   | 0                   | –                          | –                          | –        | –        | 40    | 0     |
| R. C. Celta de Vigo · España | 2005-06       | 1.ª           | 37    | 0     | 0                   | 0                   | –                          | –                          | –        | –        | 37    | 0     |
| R. C. Celta de Vigo · España | 2006-07       | 1.ª           | 34    | 0     | 0                   | 0                   | 0                          | 0                          | –        | –        | 34    | 0     |
| R. C. Celta de Vigo · España | 2007-08       | 2.ª           | 16    | 0     | 0                   | 0                   | –                          | –                          | –        | –        | 16    | 0     |
| R. C. Celta de Vigo · España | Total         | Total         | 181   | 0     | 20                  | 0                   | 23                         | 0                          | 0        | 0        | 224   | 0     |
| F. C. Barcelona · España | 2007-08       | 1.ª           | 3     | 0     | 0                   | 0                   | 0                          | 0                          | –        | –        | 3     | 0     |
| F. C. Barcelona · España | 2008-09       | 1.ª           | 2     | 0     | 9                   | 0                   | 0                          | 0                          | –        | –        | 11    | 0     |
| F. C. Barcelona · España | 2009-10       | 1.ª           | 0     | 0     | 4                   | 0                   | 0                          | 0                          | 0        | 0        | 4     | 0     |
| F. C. Barcelona · España | 2010-11       | 1.ª           | 6     | 0     | 9                   | 0                   | 2                          | 0                          | –        | –        | 17    | 0     |
| F. C. Barcelona · España | 2011-12       | 1.ª           | 3     | 0     | 9                   | 0                   | 1                          | 0                          | 0        | 0        | 13    | 0     |
| F. C. Barcelona · España | 2012-13       | 1.ª           | 7     | 0     | 8                   | 0                   | 1                          | 0                          | 0        | 0        | 16    | 0     |
| F. C. Barcelona · España | 2013-14       | 1.ª           | 13    | 0     | 9                   | 0                   | 4                          | 0                          | 0        | 0        | 26    | 0     |
| F. C. Barcelona · España | Total         | Total         | 34    | 0     | 48                  | 0                   | 8                          | 0                          | 0        | 0        | 90    | 0     |
| Total carrera | Total carrera | Total carrera | 298   | 0     | 68                  | 0                   | 31                         | 0                          | 0        | 0        | 397   | 0     |
| (1) Incluye datos de la Copa del Rey. (2) Incluye datos de la Copa de la UEFA y Liga de Campeones de la UEFA. (3) Incluye datos de la Supercopa de España, Supercopa de Europa y Copa Mundial de Clubes de la FIFA. |               |               |       |       |                     |                     |                            |                            |          |          |       |       |

## Palmarés

### Títulos nacionales
| Título                     | Club            | País   | Año  |
| -------------------------- | --------------- | ------ | ---- |
| Copa del Rey               | F. C. Barcelona | España | 2009 |
| Primera División de España | F. C. Barcelona | España | 2009 |
| Supercopa de España        | F. C. Barcelona | España | 2009 |
| Primera División de España | F. C. Barcelona | España | 2010 |
| Supercopa de España        | F. C. Barcelona | España | 2010 |
| Primera División de España | F. C. Barcelona | España | 2011 |
| Supercopa de España        | F. C. Barcelona | España | 2011 |
| Copa del Rey               | F. C. Barcelona | España | 2012 |
| Primera División de España | F. C. Barcelona | España | 2013 |
| Supercopa de España        | F. C. Barcelona | España | 2013 |

### Copas internacionales
| Título                       | Club                | País            | Año  |
| ---------------------------- | ------------------- | --------------- | ---- |
| Copa Intertoto               | R. C. Celta de Vigo | España          | 2000 |
| Liga de Campeones de la UEFA | F. C. Barcelona     | Italia          | 2009 |
| Supercopa de Europa          | F. C. Barcelona     | Mónaco          | 2009 |
| Mundial de Clubes            | F. C. Barcelona     | Emiratos Árabes | 2009 |
| Liga de Campeones de la UEFA | F. C. Barcelona     | Inglaterra      | 2011 |
| Supercopa de Europa          | F. C. Barcelona     | Mónaco          | 2011 |
| Mundial de Clubes            | F. C. Barcelona     | Japón           | 2011 |

### Distinciones individuales
| Distinción    | Año  |
| ------------- | ---- |
| Trofeo Zamora | 2006 |

## Otras facetas profesionales

### Artista/Productor musical
Paralelamente a su carrera futbolística, Pinto "Wahin" como se le conoce en el mundo de la música ha destacado como productor y compositor musical, principalmente en el género Música Urbana. En el año 2000 fundó su propia compañía discográfica, Wahin Makinaciones, con la cual publicó en 2006 su primera referencia, homónima y a día de hoy cuenta con la experiencia de haber trabajado para numerosos proyectos y artistas nacionales e internacionales (CNCO, Orishas, Ruth Lorenzo, Cypress Hill, Soprano, Messiah, Chenoa, Dasoul, Kiko y Sara, Sarah Leone, Anna Karina, entre otros).
Alguna de sus composiones/producciones están incluidas en películas de Hollywood, como por ejemplo La Habana (The Fate of the Furious) y Papi Papi (Ride Along 2). Zumba y Strong by Zumba también cuentan con canciones de este polifacético productor: Prendido en tus caderas y Fast Wind.
Otro de sus trabajos destacados se encuentra en el documental llamado Take the ball, Pass the Ball (documental relacionado con una etapa del F. C. Barcelona que hizo historia), donde Pinto “Wahin” es productor/compositor de varias canciones de su B.S.O
En 2016 consiguió un Latin Grammy en la categoría de Mejor álbum de flamenco: "Ámame como soy" de Niña Pastori (como uno de los ingenieros de grabación del disco).
En la actualidad se encuentra trabajando en su propio proyecto como artista, el cual saldrá de la mano de Sony Latin Music. Su primer sencillo como artista se ha estrenado el 29 de marzo de 2019 titulado 24HORAS y cuenta con la gran colaboración del grupo CNCO. 
Su polifacético talento musical le ha llevado incluso a ser uno de los directores musicales de la obra que Cirque Du Soleil estrena el 10 de octubre sobre la vida del crack argentino y jugador del PSG Leo Messi. La obra lleva el título de Messi10

#### Algunas canciones como productor/Artista
- 2010: Delahoja - Nuestra B.S.O (Feat Soprano)

- 2012: Delahoja - LA Conexión (Feat Cypress Hill)

- 2014: Pinto "Wahin" - Siente que estás vivo (VeAPorTusSueños)
- 2014: Pinto "Wahin" - Vivir Cantando (VeAPorTusSueños)
- 2015: Pinto "Wahin" & Dani Alves - Eres Especial (Feat Mario Baro)
- 2015: Pinto "Wahin" - Camino de la ilusión (Feat Henry Méndez & La Xula)

- 2016: Papi Papi - BSO Ride Along 2
- 2016: José Rey - En busca del amor
- 2016: Sharlene - Barcelona
- 2016: Pucho y Tucutú - Loco

- 2017: Pinto "Wahin" & Dj Ricky Luna - La Habana (Feat El Taiger) [The Fate of the Furious]
- 2017: Kiko & Shara - Si me amas
- 2017: El Taiger - My party
- 2017: Pinto "Wahin" - Fuiste tu
- 2017: Zumba - Pinto "Wahin" ft. Miguelate (Prendido en tus caderas)

- 2018: CNCO - Demuéstrame
- 2018: Ruth Lorenzo - Bring Back The New
- 2018: StrongByZumba - Pinto "Wahin" (Fast Wind)
- 2018: Dani Alves feat. Pinto “Wahin” & Thiago Matheus - Suave
- 2019: Pinto "Wahin" ft. CNCO - 24 horas

### Ve a por tus sueños
En el año 2013 produce Ve a por tus sueños, un proyecto benéfico con el objetivo de ayudar a varias fundaciones/ ONGs y dar a conocer las labores que éstas realizan. El dinero recaudado por la venta cada sencillo va destinado a cada una de las ONG. El premio para el ganador consiste en la grabación de un tema compuesto y producido por el propio Wahin.

### Bailarín
- Participación en 2024 como pareja de baile de su maestra Paula Lastra en el concurso televisivo "Bailando con las estrellas" interpretando en sucesivas galas los estilos: Pasodoble (1°), Chachachá (2ª), Quick step (3ª), Bachata freestyle (4ª gala) en las que está demostrando sus habilidades con la danza [actualmente en emisión].

## Premios y nominaciones

### Premios Grammy Latinos
| Premio                 | Año  | Categoría               | Resultado |
| ---------------------- | ---- | ----------------------- | --------- |
| Premios Grammy Latinos | 2016 | Mejor Álbum de Flamenco | Ganador   |